# Ester Capella i Farré
Ester Capella i Farré (la Seu d'Urgell, 3 d'abril de 1963) és una advocada i política catalana, consellera del Departament de Territori de la Generalitat, del 13 de juny de 2023 al 12 d'agost de 2024.
Durant la seva carrera professional ha sigut senadora designada pel Parlament de Catalunya en la desena Legislatura, diputada al Congrés dels Diputats per ERC i consellera de Justícia del Govern de la Generalitat de Catalunya del maig de 2018 al 26 de maig de 2021.

## Biografia
De la Pobla de Segur, tot i que nascuda a la Seu d'Urgell, resideix a Barcelona des de fa molts anys. Llicenciada en Dret per la Universitat de Barcelona, en acabar la carrera va col·laborar amb la càtedra de Dret Civil de Lleida durant el curs 1987-1988. Advocada en exercici des del 1988 adscrita al Col·legi d'Advocats de Barcelona i al de Sant Feliu de Llobregat. Va ser presidenta de l'Associació Catalana de Juristes Demòcrates entre el 2003 i el 2007.
En l'àmbit polític, va formar part com a independent a la candidatura d'Esquerra Republicana de Catalunya a l'Ajuntament de Barcelona a les eleccions municipals de 2007 i va ser escollida regidora. Entre el 2007 i el 2011 va ser la regidora portaveu d'ERC a l'Ajuntament. El 2008 va entrar a militar a ERC. El 2011 es va fer càrrec de la gerència de l'Institut Municipal de Persones amb Discapacitat barceloní que va deixar el 2013 en ser escollida senadora designada pel Parlament de Catalunya. A les eleccions generals espanyoles de 2015 i 2016 fou escollida diputada al Congrés dels Diputats per Barcelona.
El maig de 2018 fou nomenada consellera de Justícia del Govern de la Generalitat de Catalunya. Sota el seu mandat, es va aprovar la limitació dels preus dels lloguers a una seixantena de municipis, i diverses reformes del Codi Civil de Catalunya per a la mediació en conflictes familiars i per la no-discriminació de persones amb discapacitat sensorial. A banda es va crear l'Observatori Català de la Justícia sobre la Violència Masclista. Tot i això, no es va concretar la llei per retirar els símbols franquistes dels espais públics.
El juny de 2023 va ser nomenada consellera de Territori en substitució de Julià Fernàndez. El 2024 es presenta a les eleccions al Parlament de Catalunya en 6a posició a la llista per Barcelona d'Esquerra.